# Босрумуа
Босрумуа (фр. Bosroumois) — муніципалітет у Франції, у регіоні Верхня Нормандія, департамент Ер. Босрумуа утворено 1 січня 2017 року шляхом злиття муніципалітетів Ле-Боск-Рожер-ан-Румуа i Бонорман. Адміністративним центром муніципалітету є Ле-Боск-Рожер-ан-Румуа. Населення — 3786 осіб (01.01.2021).